# William Deary
William Deary (27 de julio de 1997) es un deportista británico que compite en esgrima, especialista en la modalidad de sable. En los Juegos Europeos de Cracovia 2023 consiguió una medalla de bronce en la prueba individual.

## Palmarés internacional
| Juegos Europeos | Juegos Europeos    | Juegos Europeos   | Juegos Europeos  |
| Año             | Lugar              | Medalla           | Prueba           |
| --------------- | ------------------ | ----------------- | ---------------- |
| 2023            | Cracovia (Polonia) | Medalla de bronce | Sable individual |